# A Lost epizódjainak listája
A Lost című tévésorozat 2004. szeptember 22-én kezdődött az Amerikai Egyesült Államokban az ABC csatornán, a sorozat 6 évad után 2010. május 23-án végleg befejeződött. Magyarországon az AXN sugározta 2005. január 22. és 2010. július 26. között.

## Évadáttekintés
| Évad | Évad | Részek száma | Részek száma | Eredeti sugárzás     | Eredeti sugárzás | Eredeti adó | Magyar sugárzás   | Magyar sugárzás  | Magyar adó |
| Évad | Évad | Részek száma | Részek száma | Évadbemutató         | Évadzáró         | Eredeti adó | Évadbemutató      | Évadzáró         | Magyar adó |
| ---- | ---- | ------------ | ------------ | -------------------- | ---------------- | ----------- | ----------------- | ---------------- | ---------- |
|      | 1.   | 25           | 25           | 2004. szeptember 22. | 2005. május 25.  | ABC         | 2005. január 22.  | 2005. július 9.  | AXN        |
|      | 2.   | 24           | 24           | 2005. szeptember 21. | 2006. május 24.  | ABC         | 2006. január 22.  | 2006. július 2.  | AXN        |
|      | 3.   | 23           | 23           | 2006. október 4.     | 2007. május 23.  | ABC         | 2007. február 11. | 2007. július 22. | AXN        |
|      | 4.   | 14           | 14           | 2008. január 31.     | 2008. május 29.  | ABC         | 2008. április 6.  | 2008. október 5. | AXN        |
|      | 5.   | 17           | 17           | 2009. január 21.     | 2009. május 13.  | ABC         | 2009. április 6.  | 2009. július 27. | AXN        |
|      | 6.   | 18           | 18           | 2010. február 2.     | 2010. május 23.  | ABC         | 2010. április 12. | 2010. július 26. | AXN        |

## Első évad (2004-2005)
| Sor. | Év. | Cím                                                | Rendező          | Író                                                                                                 | Premier                               | Nézettség    |
| ---- | --- | -------------------------------------------------- | ---------------- | --------------------------------------------------------------------------------------------------- | ------------------------------------- | ------------ |
| 1.   | 1.  | Túlélők I (Pilot (Part 1))                         | J. J. Abrams     | Történet: Jeffrey Lieber and J. J. Abrams & Damon Lindelof Tévéjáték: J. J. Abrams & Damon Lindelof | 2004. szeptember 22. 2005. január 22. | 18,65 millió |
| 2.   | 2.  | Túlélők II (Pilot (Part 2))                        | J. J. Abrams     | Történet: Jeffrey Lieber and J. J. Abrams & Damon Lindelof Tévéjáték: J. J. Abrams & Damon Lindelof | 2004. szeptember 29. 2005. január 29. | 17,00 millió |
| 3.   | 3.  | Tiszta lappal (Tabula Rasa)                        | Jack Bender      | Damon Lindelof                                                                                      | 2004. október 6. 2005. február 5.     | 16,54 millió |
| 4.   | 4.  | A Nagy Túra (Walkabout)                            | Jack Bender      | David Fury                                                                                          | 2004. október 13. 2005. február 12.   | 18,16 millió |
| 5.   | 5.  | A fehér nyúl (White Rabbit)                        | Kevin Hooks      | Christian Taylor                                                                                    | 2004. október 20. 2005. február 19.   | 16,82 millió |
| 6.   | 6.  | A felkelő Nap háza (House of the Rising Sun)       | Michael Zinberg  | Javier Grillo-Marxuach                                                                              | 2004. október 27. 2005. február 26.   | 16,83 millió |
| 7.   | 7.  | A pille (The Moth)                                 | Jack Bender      | Jennifer Johnson & Paul Dini                                                                        | 2004. november 3. 2005. március 5.    | 18,73 millió |
| 8.   | 8.  | A csaló (Confidence Man)                           | Tucker Gates     | Damon Lindelof                                                                                      | 2004. november 10. 2005. március 12.  | 18,44 millió |
| 9.   | 9.  | Magány (Solitary)                                  | Greg Yaitanes    | David Fury                                                                                          | 2004. november 17. 2005. március 19.  | 17,64 millió |
| 10.  | 10. | Idegenek karjában (Raised by Another)              | Marita Grabiak   | Lynne E. Litt                                                                                       | 2004. december 1. 2005. március 26.   | 17,15 millió |
| 11.  | 11. | Apák bűne (All the Best Cowboys Have Daddy Issues) | Stephen Williams | Javier Grillo-Marxuach                                                                              | 2004. december 8. 2005. április 2.    | 18,88 millió |
| 12.  | 12. | A bőrönd titka (Whatever the Case May Be)          | Jack Bender      | Damon Lindelof & Jennifer Johnson                                                                   | 2005. január 5. 2005. április 9.      | 21,59 millió |
| 13.  | 13. | Szív és ész (Hearts and Minds)                     |                  | Carlton Cuse & Javier Grillo-Marxuach                                                               | 2005. január 12. 2005. április 16.    | 20,81 millió |
| 14.  | 14. | Apák napja (Special)                               | Greg Yaitanes    | David Fury                                                                                          | 2005. január 19. 2005. április 23.    | 19,69 millió |
| 15.  | 15. | Hazatérés (Homecoming)                             | Kevin Hooks      | Damon Lindelof                                                                                      | 2005. február 9. 2005. április 30.    | 19,48 millió |
| 16.  | 16. | Törvényen kívüliek (Outlaws)                       | Jack Bender      | Drew Goddard                                                                                        | 2005. február 16. 2005. május 7.      | 17,87 millió |
| 17.  | 17. | Nyelvzavar (...In Translation)                     | Tucker Gates     | Javier Grillo-Marxuach & Leonard Dick                                                               | 2005. február 23. 2005. május 14.     | 19,49 millió |
| 18.  | 18. | Számok (Numbers)                                   | Daniel Attias    | Brent Fletcher & David Fury                                                                         | 2005. március 2. 2005. május 21.      | 18,85 millió |
| 19.  | 19. | Isteni gépezet (Deus Ex Machina)                   | Robert Mandel    | Carlton Cuse & Damon Lindelof                                                                       | 2005. március 30. 2005. május 28.     | 17,75 millió |
| 20.  | 20. | Az élet rendje (Do No Harm)                        | Stephen Williams | Janet Tamaro                                                                                        | 2005. április 6. 2005. június 4.      | 17,12 millió |
| 21.  | 21. | Fennköltebb jó (The Greater Good)                  | David Grossman   | Leonard Dick                                                                                        | 2005. május 4. 2005. június 11.       | 17,20 millió |
| 22.  | 22. | Indulás előtt (Born to Run)                        | Tucker Gates     | Történet: Javier Grillo-Marxuach Tévéjáték: Edward Kitsis & Adam Horowitz                           | 2005. május 11. 2005. június 18.      | 17,10 millió |
| 23.  | 23. | Exodus I (Exodus (Part 1))                         | Jack Bender      | Damon Lindelof & Carlton Cuse                                                                       | 2005. május 18. 2005. június 25.      | 18,62 millió |
| 24.  | 24. | Exodus II (Exodus (Part 2))                        | Jack Bender      | Damon Lindelof & Carlton Cuse                                                                       | 2005. május 25. 2005. július 9.       | 20,71 millió |
| 25.  | 25. | Exodus III (Exodus (Part 2))                       | Jack Bender      | Damon Lindelof & Carlton Cuse                                                                       | 2005. május 25. 2005. július 9.       | 20,71 millió |

## Második évad (2005-2006)
| Sor. | Év. | Cím                                                          | Rendező           | Író                                     | Premier                               | Nézettség    |
| ---- | --- | ------------------------------------------------------------ | ----------------- | --------------------------------------- | ------------------------------------- | ------------ |
| 26.  | 1.  | Tudomány embere, Hit embere (Man of Science, Man of Faith)   | Jack Bender       | Damon Lindelof                          | 2005. szeptember 21. 2006. január 22. | 23,47 millió |
| 27.  | 2.  | Hullámok hátán (Adrift)                                      | Stephen Williams  | Steven Maeda & Leonard Dick             | 2005. szeptember 28. 2006. január 29. | 23,17 millió |
| 28.  | 3.  | Tájékoztató (Orientation)                                    | Jack Bender       | Javier Grillo-Marxuach & Craig Wright   | 2005. október 5. 2006. február 5.     | 22,38 millió |
| 29.  | 4.  | Mindenki rühelli Hugót (Everybody Hates Hugo)                | Alan Taylor       | Edward Kitsis & Adam Horowitz           | 2005. október 12. 2006. február 12.   | 21,66 millió |
| 30.  | 5.  | Ami eltűnik, elő is kerül (...And Found)                     | Stephen Williams  | Carlton Cuse & Damon Lindelof           | 2005. október 19. 2006. február 19.   | 21,38 millió |
| 31.  | 6.  | Elhagyatva (Abandoned)                                       | Adam Davidson     | Elizabeth Sarnoff                       | 2005. november 9. 2006. február 26.   | 20,01 millió |
| 32.  | 7.  | A másik 48 nap (The Other 48 Days)                           | Eric Laneuville   | Damon Lindelof & Carlton Cuse           | 2005. november 16. 2006. március 5.   | 21,87 millió |
| 33.  | 8.  | Összeomlás (Collision)                                       | Stephen Williams  | Javier Grillo-Marxuach & Leonard Dick   | 2005. november 23. 2006. március 12.  | 19,29 millió |
| 34.  | 9.  | Kate bűne (What Kate Did)                                    | Paul Edwards      | Steven Maeda & Craig Wright             | 2005. november 30. 2006. március 19.  | 21,54 millió |
| 35.  | 10. | A 23. zsoltár (The 23rd Psalm)                               | Matt Earl Beesley | Carlton Cuse & Damon Lindelof           | 2006. január 11. 2006. március 26.    | 20,56 millió |
| 36.  | 11. | A vadászat (The Hunting Party)                               | Stephen Williams  | Elizabeth Sarnoff & Christina M. Kim    | 2006. január 18. 2006. április 2.     | 19,13 millió |
| 37.  | 12. | Tűz és víz (Fire + Water)                                    | Jack Bender       | Edward Kitsis & Adam Horowitz           | 2006. január 25. 2006. április 9.     | 19,05 millió |
| 38.  | 13. | A nagy balhé (The Long Con)                                  | Roxann Dawson     | Steven Maeda & Leonard Dick             | 2006. február 8. 2006. április 16.    | 18,74 millió |
| 39.  | 14. | Közülük való (One of Them)                                   | Stephen Williams  | Damon Lindelof & Carlton Cuse           | 2006. február 15. 2006. április 23.   | 18,20 millió |
| 40.  | 15. | Szülési szabadság (Maternity Leave)                          | Jack Bender       | Dawn Lambertsen Kelly & Matt Ragghianti | 2006. március 1. 2006. május 7.       | 16,43 millió |
| 41.  | 16. | A teljes igazság (The Whole Truth)                           | Karen Gaviola     | Elizabeth Sarnoff & Christina M. Kim    | 2006. március 22. 2006. május 14.     | 15,30 millió |
| 42.  | 17. | Zárlat (Lockdown)                                            | Stephen Williams  | Carlton Cuse & Damon Lindelof           | 2006. március 29. 2006. május 21.     | 16,21 millió |
| 43.  | 18. | Dave (Dave)                                                  | Jack Bender       | Edward Kitsis & Adam Horowitz           | 2006. április 5. 2006. május 28.      | 16,38 millió |
| 44.  | 19. | S.O.S. (S.O.S.)                                              | Eric Laneuville   | Steven Maeda & Leonard Dick             | 2006. április 12. 2006. június 4.     | 15,68 millió |
| 45.  | 20. | Az útitárs (Two for the Road)                                | Paul Edwards      | Elizabeth Sarnoff & Christina M. Kim    | 2006. május 3. 2006. június 11.       | 15,56 millió |
| 46.  | 21. | ? (?)                                                        | Deran Sarafian    | Damon Lindelof & Carlton Cuse           | 2006. május 10. 2006. június 18.      | 16,35 millió |
| 47.  | 22. | Három perc (Three Minutes)                                   | Stephen Williams  | Edward Kitsis & Adam Horowitz           | 2006. május 17. 2006. június 25.      | 14,67 millió |
| 48.  | 23. | Élj másokkal, halj meg egyedül I (Live Together, Die Alone)  | Jack Bender       | Carlton Cuse & Damon Lindelof           | 2006. május 24. 2006. július 2.       | 17,84 millió |
| 49.  | 24. | Élj másokkal, halj meg egyedül II (Live Together, Die Alone) | Jack Bender       | Carlton Cuse & Damon Lindelof           | 2006. május 24. 2006. július 2.       | 17,84 millió |

## Harmadik évad (2006-2007)
| Sor. | Év. | Cím                                                   | Rendező             | Író                                                               | Premier                             | Nézettség    |
| ---- | --- | ----------------------------------------------------- | ------------------- | ----------------------------------------------------------------- | ----------------------------------- | ------------ |
| 50.  | 1.  | Két város története (A Tale of Two Cities)            | Jack Bender         | Történet: Damon Lindelof Tévéjáték: J. J. Abrams & Damon Lindelof | 2006. október 4. 2007. február 11.  | 18,82 millió |
| 51.  | 2.  | Az üvegbalerina (The Glass Ballerina)                 | Paul Edwards        | Jeff Pinkner & Drew Goddard                                       | 2006. október 11. 2007. február 18. | 16,89 millió |
| 52.  | 3.  | További utasítások (Further Instructions)             | Stephen Williams    | Carlton Cuse & Elizabeth Sarnoff                                  | 2006. október 18. 2007. február 25. | 16,31 millió |
| 53.  | 4.  | Mindenki magáért felel (Every Man for Himself)        | Stephen Williams    | Edward Kitsis & Adam Horowitz                                     | 2006. október 25. 2007. március 4.  | 17,09 millió |
| 54.  | 5.  | Az élet ára (The Cost of Living)                      | Jack Bender         | Alison Schapker & Monica Owusu-Breen                              | 2006. november 1. 2007. március 11. | 16,07 millió |
| 55.  | 6.  | Igen! (I Do)                                          | Tucker Gates        | Damon Lindelof & Carlton Cuse                                     | 2006. november 8. 2007. március 18. | 17,15 millió |
| 56.  | 7.  | De nem portlandben (Not in Portland)                  | Stephen Williams    | Carlton Cuse & Jeff Pinkner                                       | 2007. február 7. 2007. március 25.  | 14,49 millió |
| 57.  | 8.  | Csak egy villanás (Flashes Before Your Eyes)          | Jack Bender         | Damon Lindelof & Drew Goddard                                     | 2007. február 14. 2007. április 15. | 12,84 millió |
| 58.  | 9.  | Idegen az ismeretlenben (Stranger in a Strange Land)  | Paris Barclay       | Elizabeth Sarnoff & Christina M. Kim                              | 2007. február 21. 2007. április 22. | 12,95 millió |
| 59.  | 10. | Tricia Tanaka halott (Tricia Tanaka Is Dead)          | Eric Laneuville     | Edward Kitsis & Adam Horowitz                                     | 2007. február 28. 2007. április 29. | 12,78 millió |
| 60.  | 11. | 77 (Enter 77)                                         | Stephen Williams    | Carlton Cuse & Damon Lindelof                                     | 2007. március 7. 2007. május 6.     | 12,45 millió |
| 61.  | 12. | Légiposta (Par Avion)                                 | Paul Edwards        | Christina M. Kim & Jordan Rosenberg                               | 2007. március 14. 2007. május 13.   | 12,48 millió |
| 62.  | 13. | A tallahassee-i férfi (The Man from Tallahassee)      | Jack Bender         | Drew Goddard & Jeff Pinkner                                       | 2007. március 21. 2007. május 20.   | 12,22 millió |
| 63.  | 14. | Leleplezés (Exposé)                                   | Stephen Williams    | Edward Kitsis & Adam Horowitz                                     | 2007. március 28. 2007. május 27.   | 11,52 millió |
| 64.  | 15. | Hátrahagyva (Left Behind)                             | Karen Gaviola       | Damon Lindelof & Elizabeth Sarnoff                                | 2007. április 4. 2007. június 3.    | 11,66 millió |
| 65.  | 16. | Egy közülünk (One of Us)                              | Jack Bender         | Carlton Cuse & Drew Goddard                                       | 2007. április 11. 2007. június 10.  | 12,09 millió |
| 66.  | 17. | A 22-es csapdája (Catch-22)                           | Stephen Williams    | Jeff Pinkner & Brian K. Vaughan                                   | 2007. április 18. 2007. június 17.  | 12,08 millió |
| 67.  | 18. | D.O.C. (D.O.C.)                                       | Frederick E.O. Toye | Edward Kitsis & Adam Horowitz                                     | 2007. április 25. 2007. június 24.  | 11,86 millió |
| 68.  | 19. | A vitorláshajó (The Brig)                             | Eric Laneuville     | Damon Lindelof & Carlton Cuse                                     | 2007. május 2. 2007. július 1.      | 12,33 millió |
| 69.  | 20. | A férfi a függöny mögött (The Man Behind the Curtain) | Bobby Roth          | Elizabeth Sarnoff & Drew Goddard                                  | 2007. május 9. 2007. július 8.      | 12,11 millió |
| 70.  | 21. | A legjobb részek (Greatest Hits)                      | Stephen Williams    | Edward Kitsis & Adam Horowitz                                     | 2007. május 16. 2007. július 15.    | 12,32 millió |
| 71.  | 22. | Tükörországban I (Through the Looking Glass)          | Jack Bender         | Carlton Cuse & Damon Lindelof                                     | 2007. május 23. 2007. július 22.    | 13,86 millió |
| 72.  | 23. | Tükörországban II (Through the Looking Glass)         | Jack Bender         | Carlton Cuse & Damon Lindelof                                     | 2007. május 23. 2007. július 22.    | 13,86 millió |

## Negyedik évad (2008)
| Sor. | Év. | Cím                                                                       | Rendező          | Író                                  | Premier                               | Nézettség    |
| ---- | --- | ------------------------------------------------------------------------- | ---------------- | ------------------------------------ | ------------------------------------- | ------------ |
| 73.  | 1.  | A vég kezdete (The Beginning of the End)                                  | Jack Bender      | Damon Lindelof & Carlton Cuse        | 2008. január 31. 2008. április 6.     | 16,07 millió |
| 74.  | 2.  | Halottnak nyilvánítva (Confirmed Dead)                                    | Stephen Williams | Drew Goddard & Brian K. Vaughan      | 2008. február 7. 2008. április 13.    | 15,06 millió |
| 75.  | 3.  | A közgazdász (The Economist)                                              | Jack Bender      | Edward Kitsis & Adam Horowitz        | 2008. február 14. 2008. április 20.   | 13,62 millió |
| 76.  | 4.  | Tojáshéjtánc (Eggtown)                                                    | Stephen Williams | Elizabeth Sarnoff & Greggory Nations | 2008. február 21. 2008. április 27.   | 13,53 millió |
| 77.  | 5.  | Az állandó (The Constant)                                                 | Jack Bender      | Carlton Cuse & Damon Lindelof        | 2008. február 28. 2008. május 4.      | 12,85 millió |
| 78.  | 6.  | A másik nő (The Other Woman)                                              | Eric Laneuville  | Drew Goddard & Christina M. Kim      | 2008. március 6. 2008. május 11.      | 12,90 millió |
| 79.  | 7.  | Ji Yeon (Ji Yeon)                                                         | Stephen Semel    | Edward Kitsis & Adam Horowitz        | 2008. március 13. 2008. május 18.     | 11,87 millió |
| 80.  | 8.  | Bemutatom Kevin Johnsont (Meet Kevin Johnson)                             | Stephen Williams | Elizabeth Sarnoff & Brian K. Vaughan | 2008. március 20. 2008. május 25.     | 11,28 millió |
| 81.  | 9.  | Eljövendő dolgok (The Shape of Things to Come)                            | Jack Bender      | Brian K. Vaughan & Drew Goddard      | 2008. április 24. 2008. szeptember 7. | 12,33 millió |
| 82.  | 10. | Valami jó odahaza (Something Nice Back Home)                              | Stephen Williams | Edward Kitsis & Adam Horowitz        | 2008. május 1. 2008. szeptember 14.   | 11,14 millió |
| 83.  | 11. | Kabinláz (Cabin Fever)                                                    | Paul Edwards     | Elizabeth Sarnoff & Kyle Pennington  | 2008. május 8. 2008. szeptember 21.   | 11,28 millió |
| 84.  | 12. | Mindenütt jó, de legjobb otthon I (There's No Place Like Home (Part 1))   | Stephen Williams | Damon Lindelof & Carlton Cuse        | 2008. május 15. 2008. szeptember 28.  | 11,41 millió |
| 85.  | 13. | Mindenütt jó, de legjobb otthon II (There's No Place Like Home (Part 2))  | Jack Bender      | Carlton Cuse & Damon Lindelof        | 2008. május 29. 2008. október 5.      | 12,20 millió |
| 86.  | 14. | Mindenütt jó, de legjobb otthon III (There's No Place Like Home (Part 3)) | Jack Bender      | Carlton Cuse & Damon Lindelof        | 2008. május 29. 2008. október 5.      | 12,20 millió |

## Ötödik évad (2009)
| Sor. | Év. | Cím                                                                   | Rendező          | Író                                   | Premier                            | Nézettség    |
| ---- | --- | --------------------------------------------------------------------- | ---------------- | ------------------------------------- | ---------------------------------- | ------------ |
| 87.  | 1.  | Mert elmentetek (Because You Left)                                    | Stephen Williams | Damon Lindelof & Carlton Cuse         | 2009. január 21. 2009. április 6.  | 11,66 millió |
| 88.  | 2.  | A hazugság (The Lie)                                                  | Jack Bender      | Edward Kitsis & Adam Horowitz         | 2009. január 21. 2009. április 13. | 11,08 millió |
| 89.  | 3.  | Jughead (Jughead)                                                     | Rod Holcomb      | Elizabeth Sarnoff & Paul Zbyszewski   | 2009. január 28. 2009. április 20. | 11,07 millió |
| 90.  | 4.  | A kisherceg (The Little Prince)                                       | Stephen Williams | Brian K. Vaughan & Melinda Hsu Taylor | 2009. február 4. 2009. április 27. | 10,98 millió |
| 91.  | 5.  | Ez a hely a halál (This Place Is Death)                               | Paul Edwards     | Edward Kitsis & Adam Horowitz         | 2009. február 11. 2009. május 4.   | 9,77 millió  |
| 92.  | 6.  | 316 (316)                                                             | Stephen Williams | Damon Lindelof & Carlton Cuse         | 2009. február 18. 2009. május 11.  | 11,27 millió |
| 93.  | 7.  | Jeremy Bentham élete és halála (The Life and Death of Jeremy Bentham) | Jack Bender      | Carlton Cuse & Damon Lindelof         | 2009. február 25. 2009. május 18.  | 9,82 millió  |
| 94.  | 8.  | LaFleur (LaFleur)                                                     | Mark Goldman     | Elizabeth Sarnoff & Kyle Pennington   | 2009. március 4. 2009. május 25.   | 10,61 millió |
| 95.  | 9.  | Namaste (Namaste)                                                     | Jack Bender      | Paul Zbyszewski & Brian K. Vaughan    | 2009. március 18. 2009. június 1.  | 9,08 millió  |
| 96.  | 10. | Olyan, mint te (He's Our You)                                         | Greg Yaitanes    | Edward Kitsis & Adam Horowitz         | 2009. március 25. 2009. június 8.  | 8,82 millió  |
| 97.  | 11. | Ami történt, megtörtént (Whatever Happened, Happened)                 | Bobby Roth       | Carlton Cuse & Damon Lindelof         | 2009. április 1. 2009. június 15.  | 9,35 millió  |
| 98.  | 12. | A halott az halott (Dead Is Dead)                                     | Stephen Williams | Brian K. Vaughan & Elizabeth Sarnoff  | 2009. április 8. 2009. június 22.  | 8,29 millió  |
| 99.  | 13. | Hasonló, mint a Hoth bolygó (Some Like It Hoth)                       | Jack Bender      | Melinda Hsu Taylor & Greggory Nations | 2009. április 15. 2009. június 29. | 9,23 millió  |
| 100. | 14. | A változó (The Variable)                                              | Paul Edwards     | Edward Kitsis & Adam Horowitz         | 2009. április 29. 2009. július 6.  | 9,04 millió  |
| 101. | 15. | Kövesd a vezetőt (Follow the Leader)                                  | Stephen Williams | Paul Zbyszewski & Elizabeth Sarnoff   | 2009. május 6. 2009. július 13.    | 8,70 millió  |
| 102. | 16. | Az incidens I (The Incident)                                          | Jack Bender      | Damon Lindelof & Carlton Cuse         | 2009. május 13. 2009. július 20.   | 9,43 millió  |
| 103. | 17. | Az incidens II (The Incident)                                         | Jack Bender      | Damon Lindelof & Carlton Cuse         | 2009. május 13. 2009. július 27.   | 9,43 millió  |

## Hatodik évad (2010)
| Sor. | Év. | Cím                                          | Rendező           | Író                                              | Premier                             | Nézettség    |
| ---- | --- | -------------------------------------------- | ----------------- | ------------------------------------------------ | ----------------------------------- | ------------ |
| 104. | 1.  | LA X I (LA X)                                | Jack Bender       | Damon Lindelof & Carlton Cuse                    | 2010. február 2. 2010. április 12.  | 12,09 millió |
| 105. | 2.  | LA X II (LA X)                               | Jack Bender       | Damon Lindelof & Carlton Cuse                    | 2010. február 2. 2010. április 12.  | 12,09 millió |
| 106. | 3.  | Amit Kate tesz (What Kate Does)              | Paul Edwards      | Edward Kitsis & Adam Horowitz                    | 2010. február 9. 2010. április 19.  | 11,05 millió |
| 107. | 4.  | A helyettes (he Substitute)                  | Tucker Gates      | Elizabeth Sarnoff & Melinda Hsu Taylor           | 2010. február 16. 2010. április 26. | 9,82 millió  |
| 108. | 5.  | A világítótorony (Lighthouse)                | Jack Bender       | Carlton Cuse & Damon Lindelof                    | 2010. február 23. 2010. május 3.    | 9,95 millió  |
| 109. | 6.  | Naplemente (Sundown)                         | Bobby Roth        | Paul Zbyszewski & Graham Roland                  | 2010. március 2. 2010. május 10.    | 9,29 millió  |
| 110. | 7.  | Dr. Linus (Dr. Linus)                        | Mario Van Peebles | Edward Kitsis & Adam Horowitz                    | 2010. március 9. 2010. május 17.    | 9,49 millió  |
| 111. | 8.  | Felderítés (Recon)                           | Jack Bender       | Elizabeth Sarnoff & Jim Galasso                  | 2010. március 16. 2010. május 24.   | 8,87 millió  |
| 112. | 9.  | Öröktől fogva (Ab Aeterno)                   | Tucker Gates      | Melinda Hsu Taylor & Greggory Nations            | 2010. március 23. 2010. május 31.   | 9,31 millió  |
| 113. | 10. | A csomag (The Package)                       | Paul Edwards      | Paul Zbyszewski & Graham Roland                  | 2010. március 30. 2010. június 7.   | 10,13 millió |
| 114. | 11. | Boldogan éltek amig... (Happily Ever After)  | Jack Bender       | Carlton Cuse & Damon Lindelof                    | 2010. április 6. 2010. június 14.   | 9,55 millió  |
| 115. | 12. | Mindenki imádja Hugót (Everybody Loves Hugo) | Daniel Attias     | Edward Kitsis & Adam Horowitz                    | 2010. április 13. 2010. június 21.  | 9,48 millió  |
| 116. | 13. | Az utolsó újonc (The Last Recruit)           | Stephen Semel     | Paul Zbyszewski & Graham Roland                  | 2010. április 20. 2010. június 28.  | 9,53 millió  |
| 117. | 14. | A kiválasztott (The Candidate)               | Jack Bender       | Elizabeth Sarnoff & Jim Galasso                  | 2010. május 4. 2010. július 5.      | 9,59 millió  |
| 118. | 15. | Keresztül a tengeren (Across the Sea)        | Tucker Gates      | Carlton Cuse & Damon Lindelof                    | 2010. május 11. 2010. július 12.    | 10,32 millió |
| 119. | 16. | Amiért meghaltak (What They Died For)        | Paul Edwards      | Edward Kitsis, Adam Horowitz & Elizabeth Sarnoff | 2010. május 18. 2010. július 19.    | 10,47 millió |
| 120. | 17. | Vége I (The End)                             | Jack Bender       | Damon Lindelof & Carlton Cuse                    | 2010. május 23. 2010. július 26.    | 13,57 millió |
| 121. | 18. | Vége II (The End)                            | Jack Bender       | Damon Lindelof & Carlton Cuse                    | 2010. május 23. 2010. július 26.    | 13,57 millió |

## Rendhagyó epizódok
Az alábbi epizódok nem alkotják ténylegesen a sorozat részét, ezek csupán összefoglaló epizódok, amelyek több "valós" epizód tartalmát sűrítik össze. Ezekre a könnyebb érthetőség vagy a vetítés hosszú időre való megszakítása miatt van szükség.
| Cím | Narrátor                                         | Első vetítés         | Magyarországi premier |
| --- | ------------------------------------------------ | -------------------- | --------------------- |
| „Lost - Az utazás (Lost: The Journey)” | Brian Cox                                        | 2005. április 27.    | 2006. január 13.      |
| Ez az összefoglaló epizód elmondja, hogyan vették fel a túlélésért való küzdelmet az Oceanic 815-ös járatának életben maradt utasai, és hogyan kezdték el felfedezni az ezer titkot rejtő szigetet. Az "Az élet rendje" és a "Fennköltebb jó" között került adásba. Ausztráliában, Evangeline Lilly és Dominic Monaghan voltak ennek a résznek a narrátorai. |                                                  |                      |                       |
| „Lost - Egy sziget titkai (Destination Lost)” | Peter Coyote                                     | 2005. szeptember 21. | 2006. szeptember 1.   |
| Ez az összefoglaló epizód arra fókuszál, hogy mit csináltak a túlélők a repülőgép-szerencsétlenség, és hogyan változtatta meg az életüket a sziget. A "Tudomány embere, Hit embere" előtt került adásba. |                                                  |                      |                       |
| „Lost - A múlt visszatér (Lost: Revelation)” | Peter Coyote                                     | 2006. január 11.     | 2006. november 3.     |
| A negyedik rendhagyó epizód elmeséli, hogyan éltek a géptörzs, és hogyan a farokrész túlélői az egyesülés előtt. Az "A 23. zsoltár" előtt került adásba. |                                                  |                      |                       |
| „Leszámolás (Lost: Reckoning)” | Peter Coyote                                     | 2006. április 26.    | 2007. február 10.     |
| Ez a rész a túlélők hitére fókuszált. Amerikában az "S.O.S." és az "Az útitárs" között, míg Magyarországon a "?" és a "Három perc" között került adásba. |                                                  |                      |                       |
| „Lost - Egy túlélés története (Lost: A Tale of Survival)” | Michael Emerson                                  | 2006. szeptember 27. |                       |
| Ez az összefoglaló epizód az első és második évad legfontosabb történéseit gyűjti össze, különösen a második évadét. Legfőképpen a "Többiek"-re, a "bunker" felfedezésére, és a DHARMA Kezdeményezésre fókuszál. A "Két város története" előtt került adásba.                                                                                                |                                                  |                      |                       |
| „Lost - Kézikönyv a túlélésről (Lost Survivor Guide)” | Damon Lindelof, Carlton Cuse, és Kyle MacLachlan | 2007. február 7.     |                       |
| A sorozat hatodik összefoglaló epizódja Jack-re, Kate-re, Locke-ra, Sawyer-re, Sayid-ra, Charlie-ra, és Ben-re fókuszál. A korábbi főszereplők (Shannon, Boone, Michael, Walt, Ana Lucia, és Libby) egyáltalán nem szerepelnek benne. A "Nem konkrétan Portlandben" előtt került adásba.                                                                     |                                                  |                      |                       |
| „Lost - A válaszok (Lost: The Answers)” | Damon Lindelof, Carlton Cuse, és Kyle MacLachlan | 2007. május 17.      |                       |
| Ez az összefoglaló epizód a megválaszolt vagy épp megválaszolatlan kérdésekkel, rejtélyekkel foglalkozik. Amerikában a rövid változat (45 perc, reklámokkal) az "A legnagyobb slágerek" és a "Tükörországban" között került adásba. A kibővített változat (1 óra) egy héttel később, mindössze egy órával a harmadik évad fináléja előtt volt látható.       |                                                  |                      |                       |
| „Lost - Múlt, Jelen, Jövő (Lost: Past, Present, Future)” | Michael Emerson                                  | 2008. január 31.     | 2008. március 29.     |
| Ez a rész a szigetre, a DHARMA Kezdeményezésre valamint Jack, Locke, Kate, Juliet, Hurley, Ben, Sawyer, Desmond, Charlie, Sun és Sayid múltájára fókuszál. "A vég kezdete" c. epizód előtt került adásba. |                                                  |                      |                       |
| „Lost - Hív a végzet (Lost:Destiny Calls)” | Damon Lindelof és Carlton Cuse                   | 2009. január 21.     | 2009. Március         |
| Ez az összefoglaló epizód a túlélők végzetére és múltjukra fókuszál. A Mert elmentetek c. epizód előtt került adásba. |                                                  |                      |                       |
| „Lost - Az Oceanic 6 története (Lost:The Story of the Oceanic 6)” | Doug Hutchinson                                  | 2009. április 22.    | 2009.                 |
| Ez az összefoglaló epizód az Oceanic 6 hazugságára és történetére fókuszál. A változó c. rész előtt került adásba. |                                                  |                      |                       |
| „Lost - Az utolsó utazás (Lost: The Final Journey)” | Titus Welliver                                   | 2010. május 23.      | 2010. július 26.      |
| Ez az epizód a záró rész előtti összes rész eseményeit foglalja össze. A Vége c. epizód előtt került adásba. |                                                  |                      |                       |